# 四木三凶
四木三凶指南宋史弥远为相期间的七名奸臣。“四木”是薛极、胡榘、聂子述、赵汝述四人，这四人名字中各有一个「木」字，也是史弥远的党羽，时人称之为「四木」。“三凶”则是指李知孝、梁成大、莫泽三人。他们三人都依附史弥远，排斥异己，残害魏了翁、洪咨夔等忠良，被称为「三凶」。四木三凶使得正人君子受到排挤，使得南宋政治更加腐败 。